# Silwan

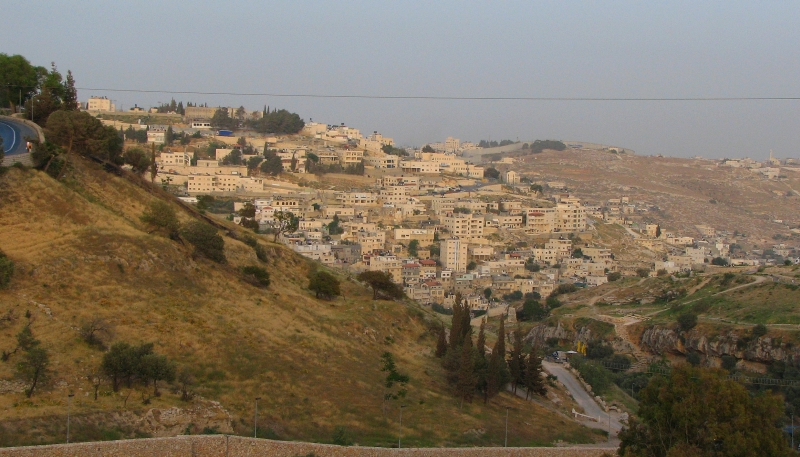
Vista de Silwan

Silwan (en árabe: سلوان, hebreo: כְּפַר הַשִּׁילוֹחַ
Kfar ha-Shiloaḥ; nombre tradicional español: Siloé) es un barrio predominantemente palestino de Jerusalén Este, a las afueras de la ciudad vieja de Jerusalén.
 A fecha de 2012, según el Jerusalem Institute, en Silwan residían 19 050 habitantes, entre los que se calcula que hay unas cuarenta familias de colonos judíos. Actualmente, y dependiendo de cómo se definan los límites del barrio, el número de residentes palestinos de Silwan varía de 20 000 a 50 000, mientras que hay entre 500 y 2800 judíos.
Después de la guerra árabe-israelí de 1948, el barrio quedó bajo control jordano hasta la Guerra de los Seis Días de 1967, momento desde el cual ha permanecido ocupado por Israel. En el sistema administrativo israelí, Silwan está siendo administrado como parte del municipio de Jerusalén, mientras que según el sistema administrativo palestino pertenece al subdistrito J1 de la Gobernación de Jerusalén. En 1980, Israel incorporó Jerusalén Oriental a su pretendida capital en una Jerusalén unificada a través de la Ley de Jerusalén, una ley básica en Israel. La ONU criticó esta ley declarándola una violación del derecho internacional y censurándola «en los términos más enérgicos», afirmando que «supone un serio obstáculo para el logro de una paz completa, justa y duradera».
Según Haaretz, el gobierno israelí ha colaborado estrechamente con la organización derechista de colonos Ateret Cohanim para expulsar a los palestinos de Silwan, ya vivan en propiedades previamente clasificadas como heqdesh (propiedad apalabrada para un templo) o no, especialmente en la zona de Silwan conocida como Batan el-Hawa.

## Geografía
Siloé estuvo históricamente ubicado en la ladera oriental del Valle de Cedrón, por encima de la desembocadura de la Fuente del Gihón, frente a Jebús. Los aldeanos cultivaban la tierra arable en el Valle de Cedrón, que según la tradición bíblica formaba parte de los jardines del rey durante la dinastía davídica, para obtener verduras para el mercado de Jerusalén. Algunos viajeros decimonónicos la describen como verde y cultivada, y asentada en un escarpe inclinado y resbaladizo cortado en la colina.
Hoy en día se extiende a ambos lados del Valle de Cedrón, y colinda con el barrio palestino de Jabel Mukaber hacia el este, el barrio también palestino de Sur Bahir hacia el sur, y la propia ciudad de Jerusalén hacia el norte y el oeste. Silwan se encuentra a una altitud de 648 metros por encima del nivel del mar y tiene una media anual de precipitaciones de 404 mm., una temperatura media anual de 17 °C y una humedad media anual del 60 %.

## Historia

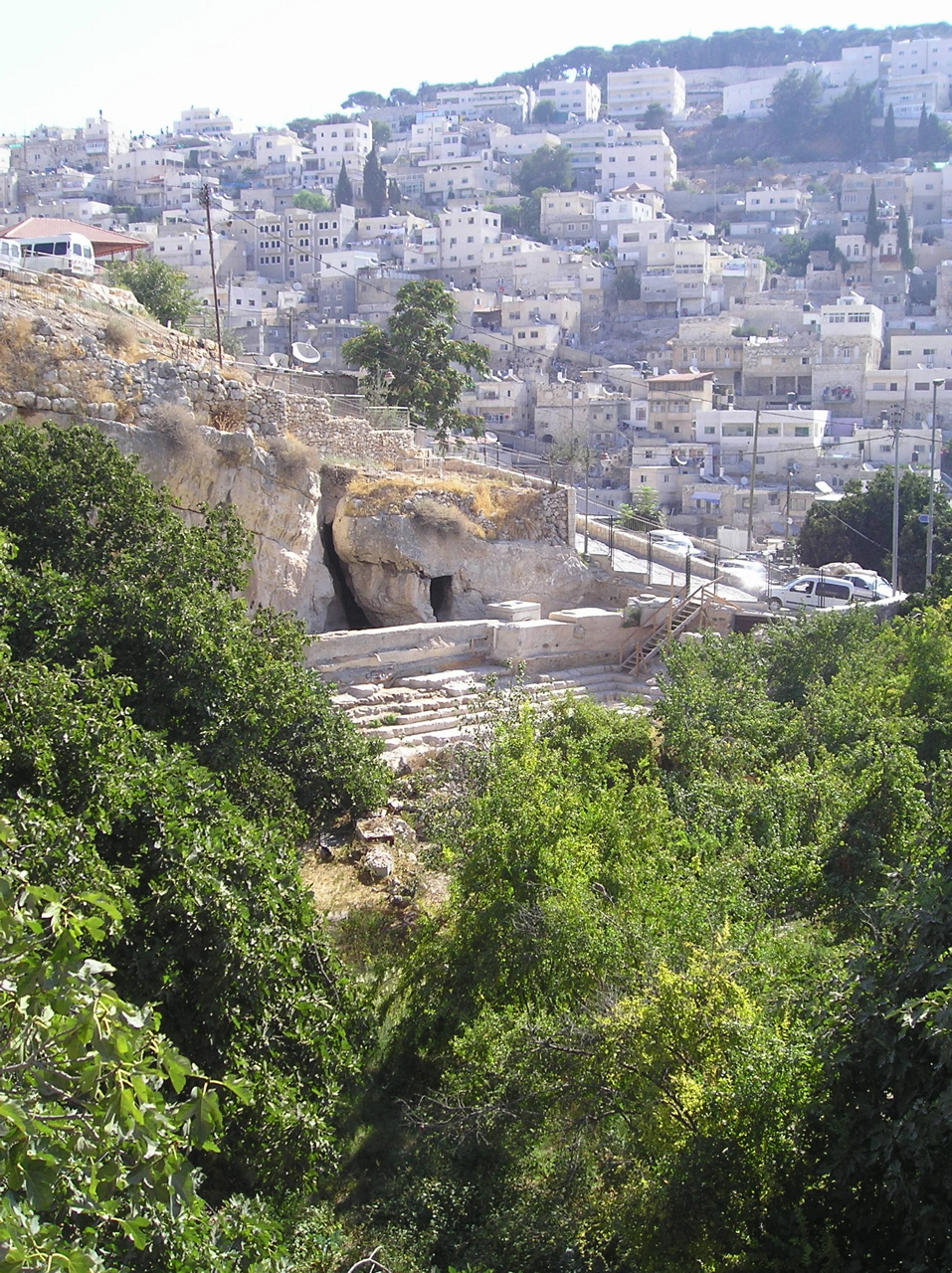
Estanque de Siloé

### Etimología
La palabra Silwan deriva del arameo sillon (cardo o zarzamora).

### Época Otomana

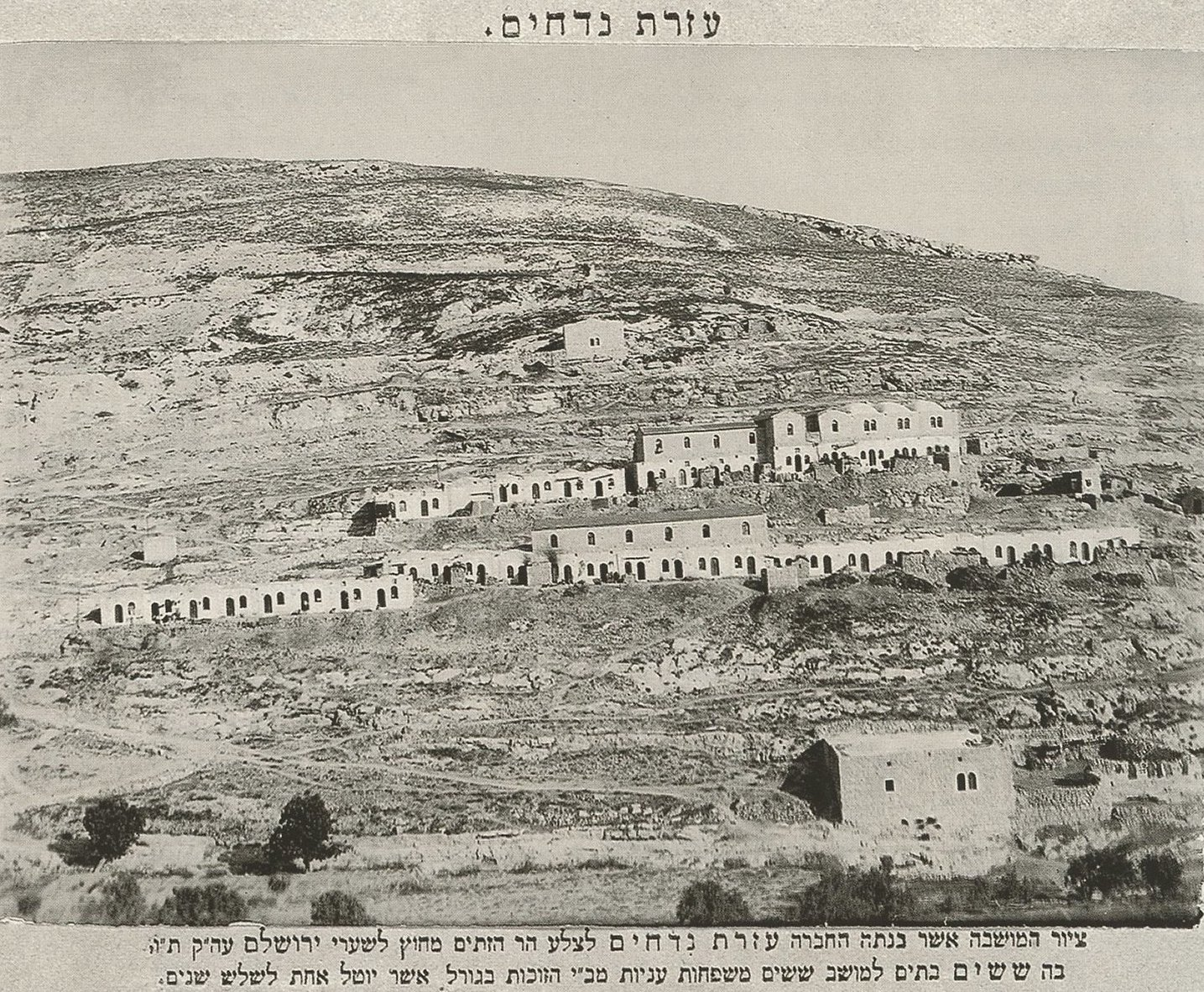
Casas construidas en la ladera desnuda de Silwan para judíos pobres en torno a 1880.

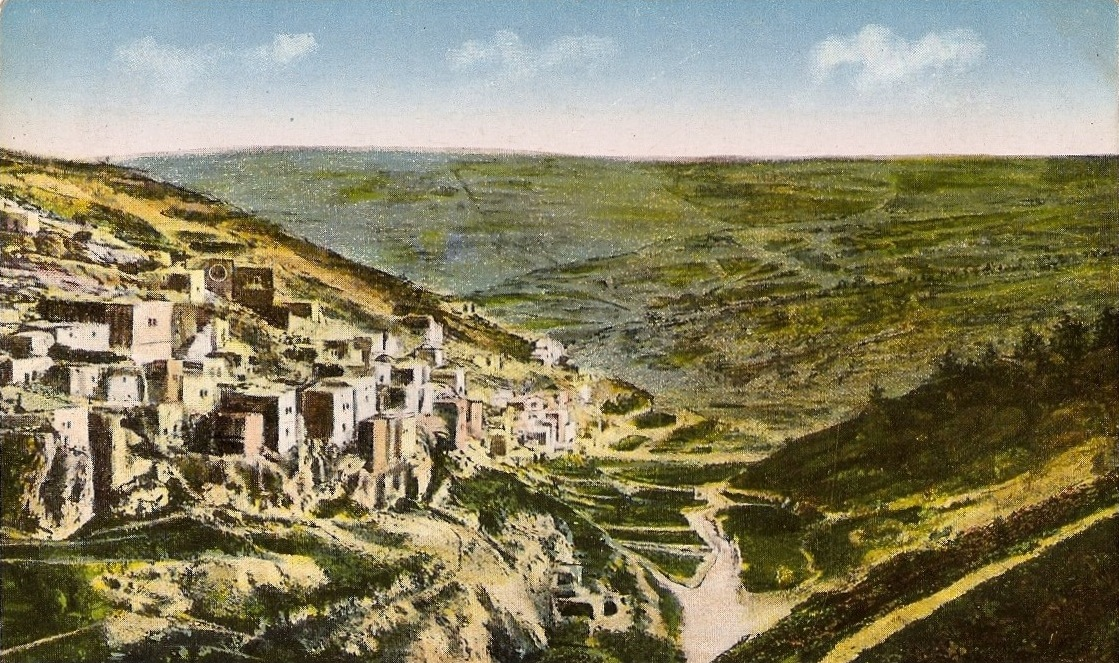
Silwan en 1908

### Mandato Británico de Palestina

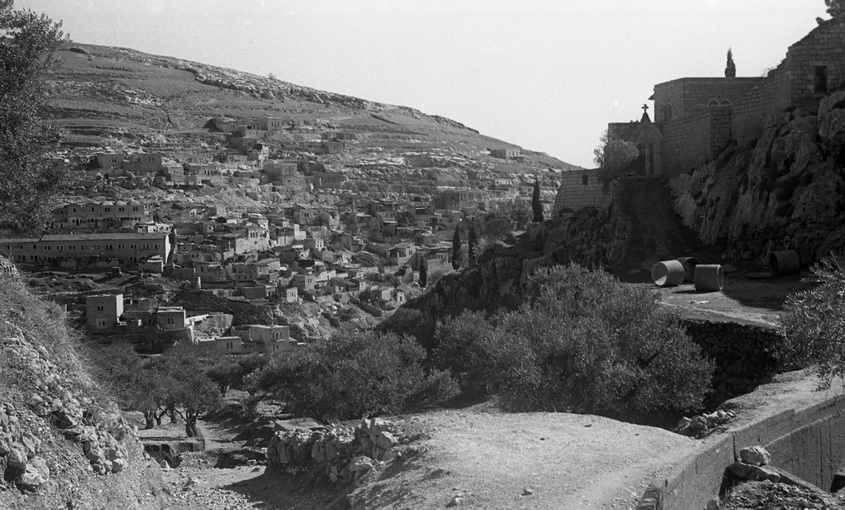

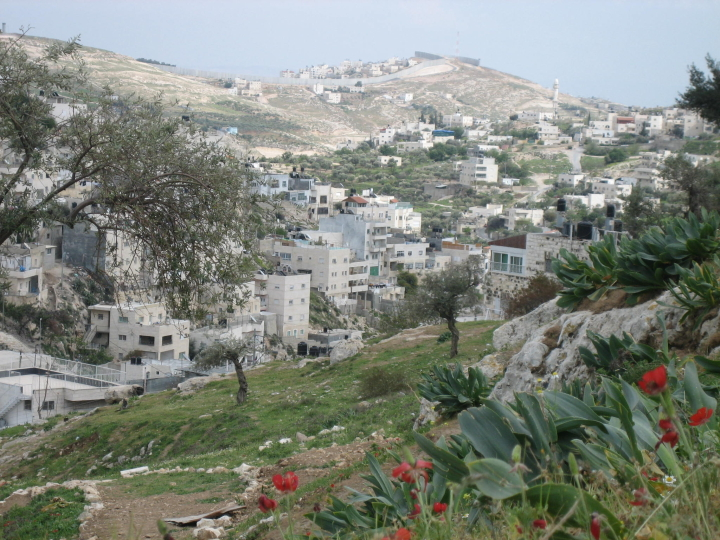
Silwan visto desde Abu Tor, mirando hacia el Muro de separación cerca la Ciudad Vieja

## Asentamientos judíos

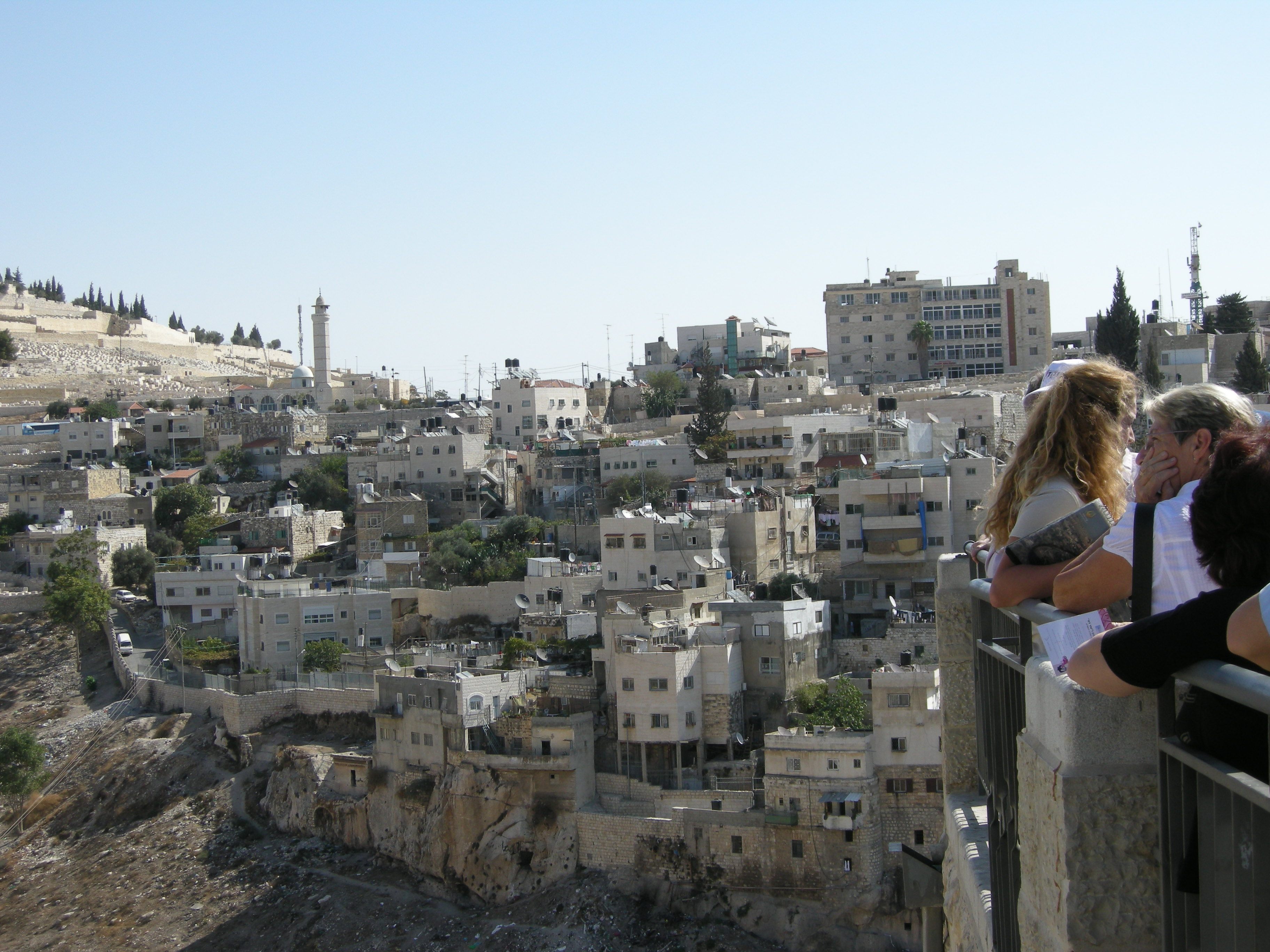
Vista de Silwan desde la Ciudad de David.

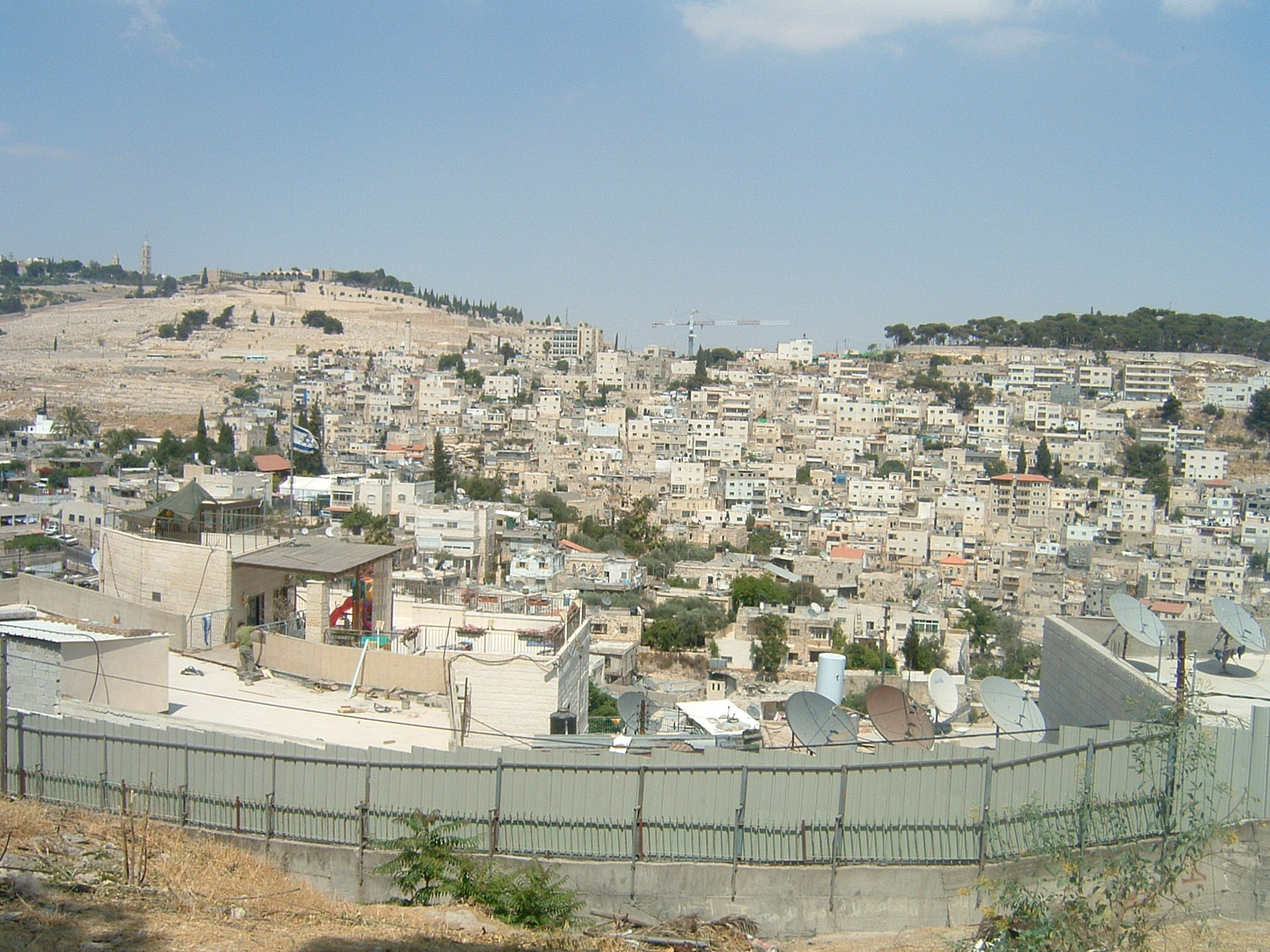
Vivienda de colonos israelíes en el barrio de Silwan.

## Arqueología

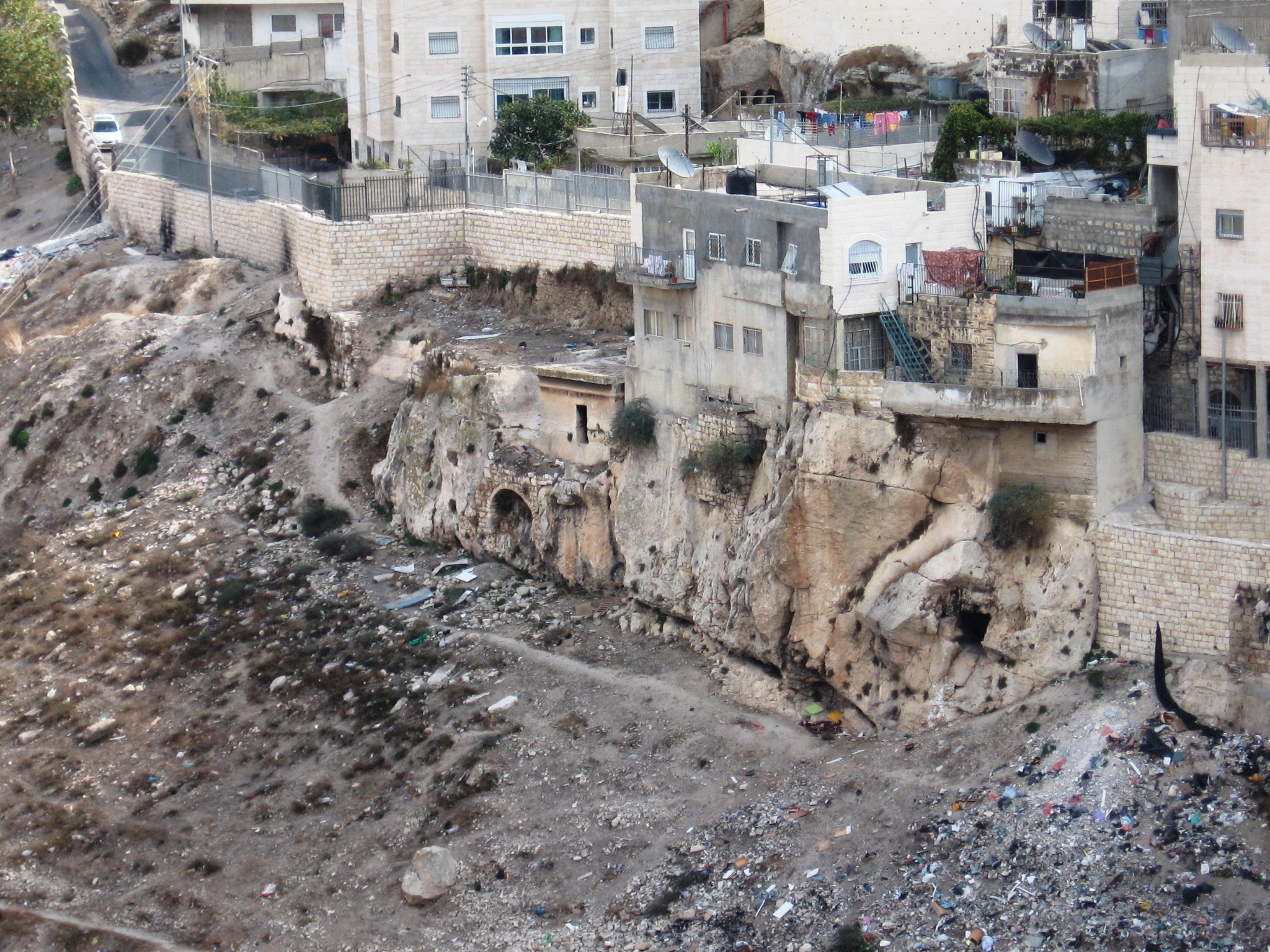
Casas construidas sobre antiguas tumbas, entre ellas el Monolito de Silwan.

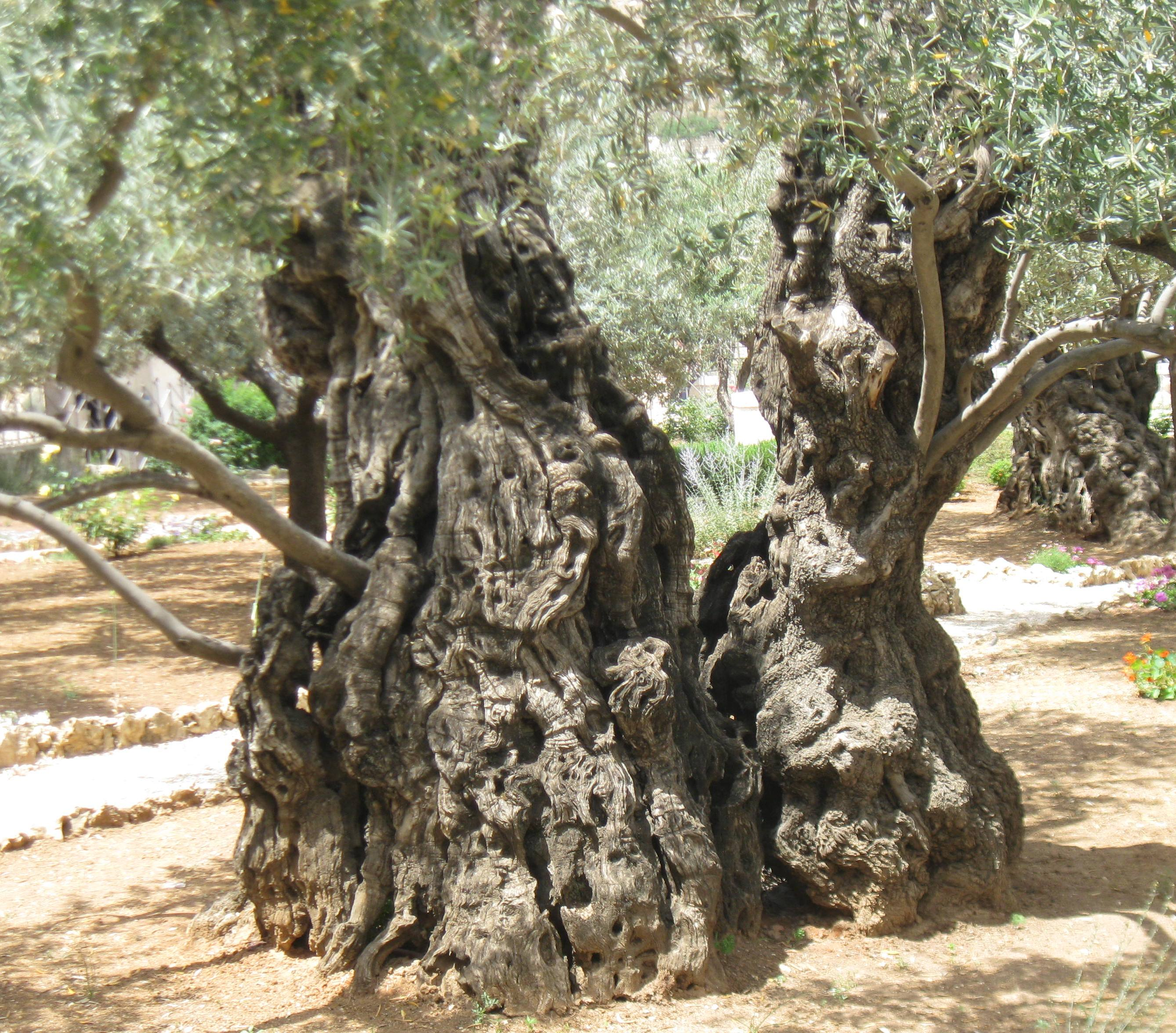
Antiguo olivo en Jerusalén